# Spectrum News
A Spectrum News (anteriormente Time Warner Cable News) é uma marca que abrange uma série de canais de televisão a cabo de propriedade da Charter Communications, adquirida em maio de 2016, através da aquisição da Time Warner Cable. Cada um dos 17 canais regionais tem como foco principal a cobertura de notícias locais, previsão do tempo e eventos esportivos em suas áreas específicas, além de abordar também notícias nacionais e internacionais. Com exceção do NY1 e do canal Spectrum News para Dallas-Fort Worth (disponível no ar e em empresas de cabo concorrentes devido ao status obrigatório do KAZD), todos os canais estão disponíveis exclusivamente através da televisão paga da Charter em seus respectivos mercados. Eles não estão disponíveis na Verizon FiOS, AT&T U-verse, DirecTV ou Dish Network.
Em julho de 2022, a Charter incorporou todas as redes Spectrum News, incluindo NY1, Bay News 9 e News 13, aos seus aplicativos móveis e à plataforma de televisão inteligente Spectrum TV, dentro do segmento de canais 2200. Isso possibilitou o acesso nacional ao conjunto completo de redes para os assinantes da Spectrum.

## Fundo
A Time Warner Cable (à época, uma subsidiária do conglomerado de mídia Time Warner) lançou o seu primeiro canal regional de notícias a cabo em 8 de setembro de 1992, com o lançamento do NY1, com sede em Nova York. O provedor posteriormente adquiriu o GRC9News em Rochester, Nova York, em 1995 (resultado da Time Warner Cable assumindo os direitos de franquia na área) e lançou mais dois canais na Flórida em 1997, Bay News 9 em Tampa e Central Florida News 13 em Orlando (ambos foram posteriormente desmembrados para a Bright House Networks em 2001). Seguiram-se os lançamentos do News 8 Austin em 1999, News 14 Carolina e News 24 Houston em 2002 e News 9 San Antonio em 2003 (os dois últimos canais seriam encerrados em 2004), Capital News 9 em 2002 e, finalmente, News 10 Agora em 2003. Um canal em Milwaukee estava em fase de planejamento, mas em vez disso, foi lançado um canal de esportes local. Para quase todos os canais (exceto NY1), o designer gráfico John Christopher Burns (anteriormente empregado da então empresa irmã Turner Broadcasting na década de 1980) foi responsável pela criação do logotipo e da aparência geral de cada canal, começando com Bay News 9 em 1997.

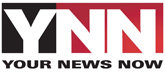
Logotipo como Your News Agora usado de 2009 a 2013.

Em agosto de 2009, a TWC lançou o YNN Buffalo em seus sistemas na área de Buffalo, Nova York; a marca "YNN" (que significa "Your News Now") foi posteriormente adotada naquele mesmo mês em seu canal de notícias em Rochester (então conhecido como "R News"). Em 12 de fevereiro de 2010, a Time Warner Cable anunciou planos para que os demais canais de notícias baseados em Nova York - com exceção do NY1 - adotassem a marca "YNN" naquele mês de março. Em março de 2010, a Time Warner Cable anunciou planos de expandir a marca para News 8 Austin e News 14 Carolina. O News 8 fez a transição gradualmente, começando com a adoção da marca "YNN Austin" em suas contas do Facebook e Twitter. A mudança de marca foi implementada nesse canal em 10 de janeiro de 2011; no entanto, o News 14 acabaria por manter seu nome por mais dois anos.
Em 14 de março de 2013, a Time Warner Cable anunciou planos para renomear as redes NY1, News 14 Carolina e Your News Now sob a marca unificada TWC News até o final do ano. Isso incluiria a adoção de novos logotipos on-air e um pacote gráfico e musical padronizado para cada um dos canais. A razão por trás da mudança de nome foi a percepção da empresa de que os assinantes da Time Warner Cable não estavam cientes de que o provedor detinha seus canais de notícias regionais, os quais são em grande parte exclusivos de seus sistemas (exceto NY1, que também é transmitido pelo outro grande provedor de cabo no mercado da cidade de Nova York, Cablevision).
Em 20 de novembro, após objeções dos assinantes da Time Warner Cable em relação à planejada mudança de marca, o provedor anunciou que adicionaria a marca "Time Warner Cable News" ao início do nome NY1, mantendo "NY1" como a marca principal em transmissões ao vivo. A marca revisada, juntamente com o novo pacote gráfico e musical, foi implementada em todos os canais de notícias regionais da TWC em 16 de dezembro de 2013 (o NY1 adotou uma versão modificada do logotipo utilizado pelo canal desde 2001, alterado em conjunto com o logotipo "Time Warner Cable Notícias").

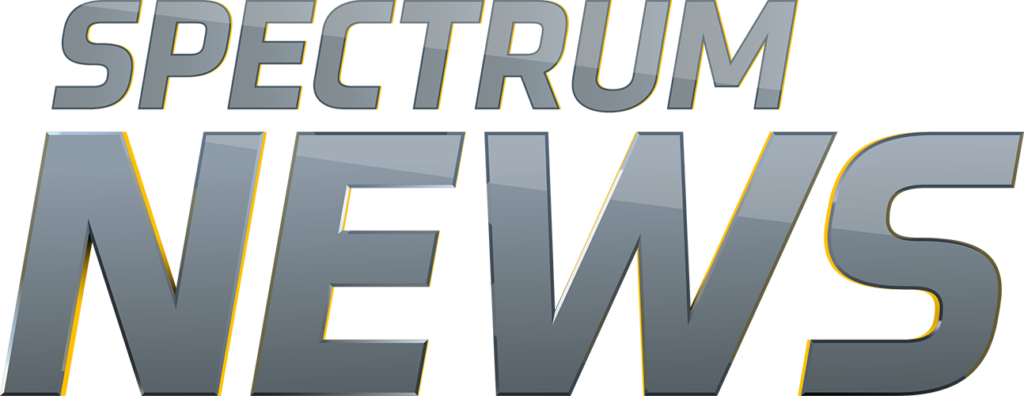
Logotipo do Spectrum News usado de 20 de setembro de 2016 a 13 de outubro de 2017.

Com a aquisição da TWC pela Charter Communications em 2016, a marca "Time Warner Cable News" foi removida de todas as redes em favor de "Spectrum News", seguindo a principal marca de consumo da Charter, em 20 de setembro de 2016 (exceto NY1, que também incorporou a marca "Spectrum News" em seu nome, embora continue a usar a marca NY1 nas transmissões ao vivo). Da mesma forma, as várias redes esportivas regionais da TWC foram renomeadas sob a égide de "Spectrum Sports" durante um período de transição, quando foram encerradas e essas operações foram fundidas nas novas operações Spectrum News.

## Programação

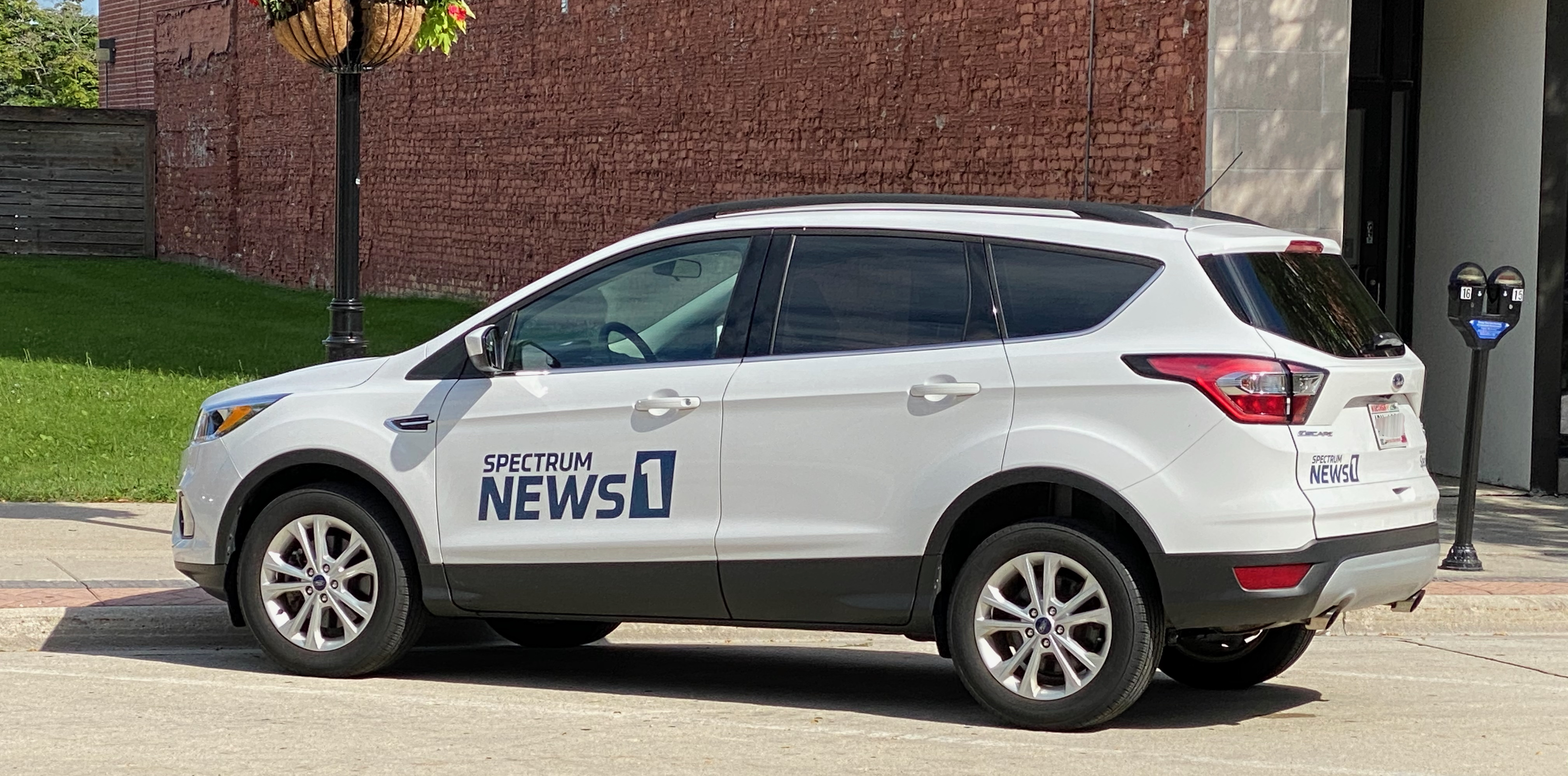
Carro de notícias de um videojornalista para Spectrum News 1 Wisconsin. O repórter estava em Sheboygan reportando um artigo de interesse humano no Above & Beyond Children's Museum.

Cada um dos canais Spectrum News adota um formato de notícias em um ciclo de meia hora e transmite noticiários por pelo menos 20 horas por dia. Os boletins meteorológicos são transmitidos a cada 10 minutos em todos os horários que terminam em "1" (por exemplo, 7h01 ou 17h31); um breve resumo de um minuto das principais manchetes do horário (intitulado "Principais notícias" ou "Spectrum News Minute") é veiculado no início e no final de cada hora. Cada canal também apresenta relatórios de tráfego ao vivo com base em suas redações locais, mantendo uma equipe local dedicada composta por âncoras, repórteres/videorrepórteres/meteorologistas e equipe esportiva, além de contar com produtores e gestão de notícias próprias.
A Spectrum News opera com base em um modelo que evita transmitir notícias relacionadas a crimes violentos, acidentes automobilísticos comuns e incêndios (conhecido na indústria como jornalismo 'se sangra, lidera'), a menos que uma história envolvendo alguém seja tão significativa e comovente que a cobertura seja essencial para manter a competitividade. Especificamente em Los Angeles, foi declarado que a cobertura ao vivo de perseguições de carros em rodovias, uma característica comum em operações de transmissão de notícias na região, não será realizada. Os canais Spectrum News ocasionalmente interrompem sua programação para fornecer cobertura contínua de notícias de última hora ao vivo, como conferências de imprensa para notícias e eventos esportivos, além de apresentar segmentos ao vivo ou cobertura contínua após o horário programado para a cobertura de condições climáticas severas. Alguns canais também organizam debates políticos para candidatos locais e estaduais. Eventos noticiosos nacionais, como o Estado da União, coletivas de imprensa presidenciais e outros eventos considerados de grande interesse, também são cobertos ao vivo, dependendo do julgamento editorial da divisão local da Spectrum News, ou podem ser centralizados na sede da rede em Nova York ou no escritório de Washington, como ocorreu na cobertura geral da invasão do Capitólio dos Estados Unidos em 2021.
Os segmentos de notícias da franquia também são distribuídos para todos os canais Spectrum News (incluindo "Cooking at Home", um segmento diário de culinária apresentado por Dan Eaton; "The Getaway Guy", um segmento de viagens apresentado por Mike O'Brian, que também fornece relatórios de tráfego para os canais de notícias Spectrum no norte do estado de Nova York; "From the Floor", um segmento de notícias financeiras durante a semana da Bolsa de Valores de Nova York; e "Tech Talk", um segmento de notícias de tecnologia apresentado por Adam Balkin).
Além de compartilhar conteúdo meteorológico (e em alguns casos, esportivo), os quatro canais de notícias regionais da Spectrum News no norte do estado de Nova York - Spectrum News Buffalo, Spectrum News Rochester, Spectrum News Central New York e Spectrum News Capital Region - compartilham conteúdo com o canal irmão, NY1, da cidade de Nova York, que opera de forma independente dos outros canais Spectrum News no estado. Os quatro canais também transmitem simultaneamente o programa político "Capital Tonight", apresentado pela ex-Susan Arbetter, ex-integrante do "The Capital Pressroom" da WCNY e produzido nos estúdios da Spectrum News Capital Region em Albany, às 19h, horário do leste. A rede também mantém um escritório em Washington, DC para cobertura de notícias políticas nacionais.
A Charter também gerenciava canais Spectrum Sports nos mesmos mercados e em muitos outros. No outono de 2017, os mercados que possuíam estações Spectrum News e Spectrum Sports foram consolidados, com as estações Spectrum News assumindo a programação esportiva e os canais Spectrum Sports sendo eliminados.